# 米凯莱·萨沃亚
米凯莱·萨沃亚（義大利語：Michele Savoia，20世纪—），意大利男子赛艇运动员。他曾代表意大利参加世界赛艇锦标赛，获得二枚金牌和一枚银牌，均来自男子轻量级八人单桨有舵手项目。